# Xã Land, Quận McHenry, Bắc Dakota
Xã Land (tiếng Anh: Land Township) là một xã thuộc quận McHenry, tiểu bang Bắc Dakota, Hoa Kỳ. Năm 2010, dân số của xã này là 37 người.